# Martin Ponsiluoma
Martin Ponsiluoma (* 8. září 1995 Östersund) je švédský reprezentant v biatlonu a mistr světa ve sprintu z pokljuckého Mistrovství světa 2021 a ze štafety mužů z novoměstského Mistrovství světa 2024.
Biatlonu se věnuje od roku 2003. Ve světovém poháru nastoupil poprvé v lednu 2017 ve sprintu v německém Oberhofu.
Ve své dosavadní kariéře dosud zvítězil ve světovém poháru ve dvou individuálních a čtyřech kolektivních závodech.
Jeho přítelkyní je švédská biatlonistka Hanna Öbergová. Předtím tvořil pár s jinou švédskou biatlonistkou Fanny Johanssonovou.

## Výsledky

### Olympijské hry a mistrovství světa
| Sezóna  | Akce | Místo                | SP  | SZ  | HZ  | IZ  | ŠT  | SŠT | SZD | Věk    |
| ------- | ---- | -------------------- | --- | --- | --- | --- | --- | --- | --- | ------ |
| 2017/18 | ZOH  | Pchjongčchang        | –   | –   | –   | 38. | –   | –   | ×   | 22 let |
| 2018/19 | MS   | Östersund            | –   | –   | –   | 47. | 7.  | –   | –   | 23 let |
| 2019/20 | MS   | Anterselva           | 27. | 23. | 29. | 29. | 10. | –   | –   | 24 let |
| 2020/21 | MS   | Pokljuka             | 1.  | 13. | 19. | 35. | 2.  | 3.  | –   | 25 let |
| 2021/22 | ZOH  | Peking               | 6.  | 11. | 2.  | 12. | 5.  | 4.  | ×   | 26 let |
| 2022/23 | MS   | Oberhof              | 18. | 18. | 2.  | 11. | 3.  | 9.  | –   | 27 let |
| 2023/24 | MS   | Nové Město na Moravě | 10. | 7.  | 13. | 39. | 1.  | 3.  | –   | 28 let |
| 2024/25 | MS   | Lenzerheide          | 27. | 9.  | 5.  | 19. | 4.  | 5.  | –   | 29 let |

Poznámka: Výsledky z olympijských her se do hodnocení světového poháru nezapočítávají, výsledky z mistrovství světa se dříve započítávaly, od mistrovství světa v roce 2023 se nezapočítávají.

### Světový pohár

#### Sezóna 2022/2023
| ČSP              | Místo                | SP            | SZ  | HZ  | IZ  | ŠT  | SŠT | SZD |
| ---------------- | -------------------- | ------------- | --- | --- | --- | --- | --- | --- |
| 1.               | Kontiolahti          | 13.           | 36. | –   | 1.  | 10. | –   | –   |
| 2.               | Hochfilzen           | 6.            | 10. | –   | –   | 2.  | –   | –   |
| 3.               | Annecy               | 10.           | 4.  | 26. | –   | –   | –   | –   |
| 4.               | Pokljuka             | 21.           | 20. | –   | –   | –   | 3.  | –   |
| 5.               | Ruhpolding           | –             | –   | 26. | 33. | 4.  | –   | –   |
| 7.               | Anterselva           | 2.            | 3.  | –   | –   |     | –   | –   |
| 8.               | Nové Město na Moravě | 6.            | 3.  | –   | –   | –   | 2.  | –   |
| 9.               | Östersund            | –             | –   | 14. | 8.  | 4.  | –   | –   |
| 10.              | Oslo-Holmenkollen    | 2.            | 7.  | 6.  | –   | –   | –   | –   |
| Celkové umístění | Celkové umístění     | 3.            | 8.  | 15. | 3.  | 4.  | 4.  | 4.  |
| Celkové umístění | Celkové umístění     | 779 bodů (5.) |     |     |     | 4.  | 4.  | 4.  |

#### Sezóna 2023/2024
| ČSP              | Místo             | SP                   | SZ  | HZ  | IZ  | ŠT | SŠT | SZD |
| ---------------- | ----------------- | -------------------- | --- | --- | --- | -- | --- | --- |
| 1.               | Östersund         | 11.                  | 6.  | ×   | 47. | 6. | 6.  | 6.  |
| 2.               | Hochfilzen        | 4.                   | 13. | ×   | ×   | 6. | ×   | ×   |
| 3.               | Lenzerheide       | 7.                   | 4.  | 4.  | ×   | ×  | ×   | ×   |
| 4.               | Oberhof           | 8.                   | 7.  | ×   | ×   | 4. | ×   | ×   |
| 5.               | Ruhpolding        | 25.                  | 8.  | ×   | ×   | 8. | ×   | ×   |
| 6.               | Anterselva        | ×                    | ×   | 14. | 5.  | ×  | 3.  | –   |
| 8.               | Oslo-Holmenkollen | ×                    | ×   | 9.  | 22. | ×  | 2.  | –   |
| 9.               | Soldier Hollow    | 20.                  | 7.  | ×   | ×   | 5. | ×   | ×   |
| 10.              | Canmore           | 51.                  | 27. | 6.  | ×   | ×  | ×   | ×   |
| Celkové umístění | Celkové umístění  | 15.                  | 9.  | 6.  | 16. | 5. | 3.  | 3.  |
| Celkové umístění | Celkové umístění  | 638 bodů (10. místo) |     |     |     | 5. | 3.  | 3.  |

#### Sezóna 2024/2025
| ČSP              | Místo                | SP                   | SZ  | HZ  | IZ  | ŠT | SŠT | SZD |
| ---------------- | -------------------- | -------------------- | --- | --- | --- | -- | --- | --- |
| 1.               | Kontiolahti          | 27.                  | ×   | 20. | 71. | 3. | 3.  | –   |
| 2.               | Hochfilzen           | 12.                  | 18. | ×   | ×   | 3. | ×   | ×   |
| 3.               | Annecy               | 58.                  | 19. | 30. | ×   | ×  | ×   | ×   |
| 4.               | Oberhof              | 12.                  | 10. | ×   | ×   | ×  | 1.  | –   |
| 5.               | Ruhpolding           | ×                    | ×   | 18. | 26. | 2. | ×   | ×   |
| 6.               | Anterselva           | 12.                  | 13. | ×   | ×   | 3. | ×   | ×   |
| 7.               | Nové Město na Moravě | 13.                  | 7.  | ×   | ×   | 7. | ×   | ×   |
| 8.               | Pokljuka             | ×                    | ×   | 14. | 3.  | ×  | 1.  | –   |
| 9.               | Oslo-Holmenkollen    | 24.                  | 21. | 17. | ×   | ×  | ×   | ×   |
| Celkové umístění | Celkové umístění     | 20.                  | 11. | 18. | 13. | 3. | 1.  | 1.  |
| Celkové umístění | Celkové umístění     | 488 bodů (15. místo) |     |     |     | 3. | 1.  | 1.  |

## Vítězství v závodech světového poháru, na mistrovství světa a olympijských hrách

### Individuální
| Č.                           | sezóna    | datum              | místo                    | disciplína         |
| ---------------------------- | --------- | ------------------ | ------------------------ | ------------------ |
| 1.                           | 2020/2021 | 12. února 2021     | Pokljuka, Slovinsko (MS) | sprint             |
| 2.                           | 2022/2023 | 29. listopadu 2022 | Kontiolahti, Finsko      | vytrvalostní závod |
| – závod na mistrovství světa |           |                    |                          |                    |

### Kolektivní
| Č.                           | sezóna    | datum             | místo                            | disciplína      |
| ---------------------------- | --------- | ----------------- | -------------------------------- | --------------- |
| 1.                           | 2017/2018 | 7. ledna 2018     | Oberhof, Německo                 | štafeta         |
| 2.                           | 2018/2019 | 16. prosince 2018 | Hochfilzen, Rakousko             | štafeta         |
| 3.                           | 2020/2021 | 13. prosince 2020 | Hochfilzen, Rakousko             | štafeta         |
| MS                           | 2023/2024 | 17. února 2024    | Nové Město na Moravě, Česko (MS) | štafeta         |
| 4.                           | 2024/2025 | 12. ledna 2025    | Oberhof, Německo                 | smíšená štafeta |
| 5.                           | 2024/2025 | 16. března 2025   | Pokljuka, Slovinsko              | smíšená štafeta |
| – závod na mistrovství světa |           |                   |                                  |                 |